# Encanto
Encanto er en amerikansk computeranimeret musikalsk fantasyfilm fra 2021 produceret af Walt Disney Animation Studios og distribueret af Walt Disney Studios Motion Pictures. Det er den 60. film produceret af studiet, den er instrueret af Byron Howard og Jared Bush, co-instrueret af Charise Castro Smith og produceret af Clark Spencer og Yvett Merino, med sange skrevet af Lin-Manuel Miranda. Det originale voice-cast er bl.a. Stephanie Beatriz, John Leguizamo, María Cecilia Botero, Diane Guerrero, Jessica Darrow, Angie Cepeda og Wilmer Valderrama . Den udspiller sig i en fantasiversion af Colombia og handler om den unge colombianske Mirabel Madrigal, som er det eneste medlem i sin familie uden nogen magiske evner, og hun må rejse ud for at redde sin familie og deres husda, da deres magi er i fare for at forsvinde.
Encanto havde premiere på El Capitan Theatre i Los Angeles den 3. november 2021 og er planlagt til biografpremiere i USA den 24. november 2021.

## Medvirkende
| Rolle            | Original stemme      | Dansk stemme                |
| ---------------- | -------------------- | --------------------------- |
| Mirabel Madrigal | Stephanie Beatriz    | Mira Andrea Balloli         |
| Abuela Madrigal  | María Cecilia Botero | Pauline Rehné               |
| Bruno Madrigal   | John Leguizamo       | Nicolaj Kopernikus          |
| Luisa Madrigal   | Jessica Darrow       | Lea Thiim Harder            |
| Julieta Madrigal | Angie Cepeda         | Trine Pallesen              |
| Pepa Madrigal    | Carolina Gaitán      | Jasmin Gabay                |
| Isabela Madrigal | Diane Guerrero       | Andrea Lykke Oehlenschlæger |
| Agustín Madrigal | Wilmer Valderrama    | Benjamin Kitter             |
| Camilo Madrigal  | Rhenzy Feliz         | Marcel Gbekle               |
| Mariano Guzman   | Maluma               | Lue Dittmann Støvelbæk      |